# 一家8人逃亡す
『一家8人逃亡す』（いっかはちにんとうぼうす、Eight on the Lam）は、1967年のアメリカ合衆国のコメディ映画。監督はジョージ・マーシャル。主演はボブ・ホープとフィリス・ディラー。

## キャスト
※括弧内は日本語吹替（初回放送1974年3月31日『日曜洋画劇場』）
- ヘンリー：ボブ・ホープ（三和完児）
- ゴルダ：フィリス・ディラー（高橋和枝）
- リンチ刑事：ジョナサン・ウィンタース
- エリー：シャーリー・イートン
- モニカ：ジル・セント・ジョン